# 11459 Andráspál
11459 Andráspál è un asteroide della fascia principale. Scoperto nel 1981, presenta un'orbita caratterizzata da un semiasse maggiore pari a 2,2827822 UA e da un'eccentricità di 0,2183687, inclinata di 4,19376° rispetto all'eclittica.